# Jabel, Mecklenburg-Vorpommern
Jabel är en kommun och ort i Landkreis Mecklenburgische Seenplatte i förbundslandet Mecklenburg-Vorpommern i Tyskland.
Kommunen ingår i kommunalförbundet Amt Seenlandschaft Waren tillsammans med kommunerna Grabowhöfe, Groß Plasten, Hohen WangelinJabel, Kargow, Klink, Klocksin, Moltzow, Peenehagen, Schloen-Dratow, Torgelow am See och Vollrathsruhe.